# Wouter van Twiller
Wouter van Twiller (Nijkerk, 22 mei 1606 – Amsterdam, 29 augustus 1654) was van 1633 tot 1638 directeur van Nieuw-Nederland. Van Twiller was misschien traag en bestuurlijk onervaren, maar geliefd onder de indianen.

## Biografie

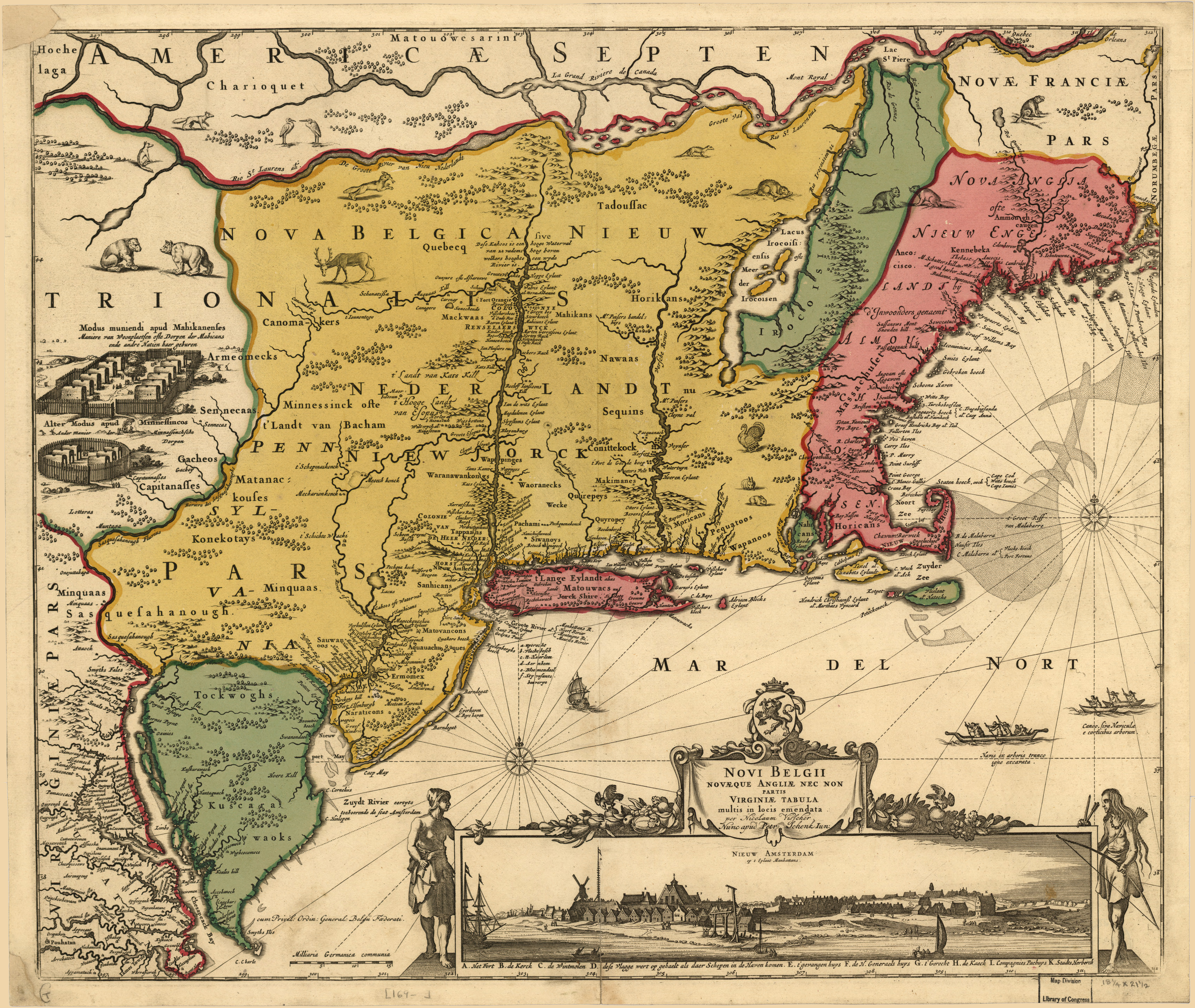
Kaart van Nieuw-Nederland en Nieuw-Engeland

Wouter van Twiller (Walter the Doubter) werd geboren te Nijkerk als zoon van Ryckert Wolters van Twiller en Marietgen Hendricks van Rensselaer. Hij was een klerk bij de West-Indische Compagnie (WIC), verantwoordelijk voor de vee- en landbouwtransporten naar de nieuwe wereld. Door toedoen van zijn machtige oom Kiliaen van Rensselaer, patroon, grootaandeelhouder en bewindhebber van de WIC, lid van de heren XIX, werd hij in 1633 op 27-jarige leeftijd tot directeur van Nieuw-Nederland benoemd, als opvolger van Bastiaen Jansz Krol of Pierre Minuit. Van Twiller vertrok met het schip Soutberg naar de Nieuwe Wereld met in zijn gevolg 104 musketiers, 52 mariniers en een meestermetselaar.
Weliswaar onervaren maar zeer gedreven en altijd loyaal aan de WIC raakte Van Twiller al snel na zijn aankomst in conflict met de predikant, Everardus Bogardus en met de fiscaal, Lubbert van Dincklagen over de manier waarop de kolonie bestuurd moest worden en wie er de dienst uitmaakte. Jacob J. Eelckens, een Nederlandse schipper overgelopen en nu in dienst van de Engelsen daagde hem uit door onder Engelse vlag de Hudson op te varen, hetgeen Van Twiller op een eigenaardige manier verhinderde. Namelijk door op de oever van de rivier een vat wijn aan te slaan en iedereen te verplichten te drinken op de gezondheid van de Hollandse stadhouder. David Pietersz de Vries laakte zijn gebrek aan ervaring en leiderschap. De Vries uitte zijn mening in een voor van Twiller ongunstig verslag in zijn Korte Historiael, dat in 1655 verscheen, en dat Van Twillers reputatie sindsdien bepaald heeft. Ten onrechte, want Van Twillers verzet tegen de Engelse pogingen om de rivieren de Connecticut en de Delaware over te nemen was hem ingegeven door de beperkte ruimte die de orders van de WIC hem lieten. Ook de internationale kracht en positie van Holland en daarmee de positie van Nieuw-Nederland was een bepalende factor voor het beleid van Van Twiller. De politieke situatie in het moederland met betrekking tot de relatie met de koning van Engeland stond hem niet toe vijandelijkheden tegen de Engelse pioniers te beginnen. 

Zoals vele anderen wist ook Van Twiller zichzelf en zijn broodheer, de WIC, goed te verrijken met landerijen en bezittingen. Met name de belangen van de WIC vertegenwoordigde hij heel goed, geen wonder dus dat die hem niet veel in de weg legde en hem vrije hand gaven.
Zo kocht hij in 1637 Nutten-eiland bij Nieuw-Amsterdam, dat anderhalve eeuw later de naam Governors Island kreeg. In 1772 werd het doorverkocht aan de Britse legeringenieur John Montresor.
Vanaf een nog onbekend jaar begon hij met het versterken van het fort en het bouwen van windmolens, waarvoor rond 1635 waarschijnlijk ook slaven werden gebruikt. Er werd een schoolmeester aangesteld (Adam Roelofsen). Van Twiller droeg hem op ook de ongeveer honderd vrije negers en slaven te onderwijzen. Hierdoor had hij onder de indianen een reputatie als vriend hetgeen lang niet alle Nieuw-Amsterdammers konden waarderen.
Van Twiller was een landbouw/veeteelt specialist en hielp zijn oom Kilian bij het transport van vee naar de kolonie Rensselaerswijck. Inmiddels stond Van Twiller bekend als een zwaar drinker en iemand die voor veel problemen zorgde, zoals het afschieten van een kanon na het soldaat maken van een fles brandewijn.
Hoewel onder zijn bewind de handel en pelshandel sterk toenam, werd hij per september 1637 van zijn post ontheven. Hij werd opgevolgd door Willem Kieft die oorlog begon met de indianen. Van Twiller keerde in juli 1638 terug naar Nederland, waar hij voornamelijk in Amsterdam woonde waar hij voor zijn overleden oom Kilian diens belangen behartigde. Zijn betrokkenheid met Nieuw-Nederland en zijn plantage Noortwijck zette hij voort via zijn broer Johannes. Na oktober 1643 trad hij op als voogd over de onmondige kinderen Johannes en Nicolaas van zijn oom, Kiliaen van Rensselaer.
Wouter van Twiller was in 1642 getrouwd met Maria Momma.
Hij was huurder van de grootste bouwerij, Commandeursbouwerij, in Nieuw-Amsterdam, waar ook tabak werd verbouwd.